# Libnotes veitchi
Libnotes veitchi är en tvåvingeart som först beskrevs av Alexander 1924.  Libnotes veitchi ingår i släktet Libnotes och familjen småharkrankar.
Artens utbredningsområde är Fiji. Inga underarter finns listade i Catalogue of Life.